# Troops of Tomorrow
Troops of Tomorrow ist ein Lied der britischen Band The Vibrators. Es erschien 1978 auf ihrem zweiten Album V2.

## Musikstil und Liedtext
in vom Musikexpress beschrieb die Musik folgendermaßen:

„Dumpfes/schleichendes Drumming, schwere/psychedelische Gitarre, gefilterter Gesang. Man spürt: hier hängt was in der Luft. Dann: der große Knall. Der Sturm bricht los. ‚…We need a new solution / We want it quick… (Assoziation: ‚We want the world / And we want it NOW‘, Jim Morrison). Weiter: ‚We’re troops of tomorrow/We’re hanging round today / We’re playing tough music/Cause it’s hard times honey‘.“

David Cleary von Allmusic bezeichnete Troops of Tomorrow als „langsame, bedrohliche Nummer“.

## Rezeption
in bezeichnete Troops of Tomorrow in seiner Rezension zu V2 als die „Krönung“, das Absolute, den „Killer“ und „die Entladung. Während viele Gruppen damit beschäftigt sind, zu klären, wer wir sind, sagen die Vibrators (schon), was sie wollen. Vibrators. V für Victory. In die Zukunft.“ Cleary hingegen war der Ansicht, das Lied werde zu dicht und die Eröffnung des Lieds sei exzessiv lang. Es sei die einzige wirklich ineffektive Exkursion auf dem Album. th von Musikexpress/Sounds schrieb in seiner Rezension zu The Power of Money (The Best of The Vibrators), das Neueinspielungen von 1991 enthält, Troops of Tomorrow sei „auch so immer noch Krawall und Lärm genug, um an das bewegte Ende der Siebziger zu erinnern“.
Gecovert wurde es von OHL (1981 auf Heimatfront als Wir sind die Unreparierten), The Exploited (1982 auf Troops of Tomorrow), Blind Passengers (2001 auf Neosapiens), Dritte Wahl (2004 auf Tooth for Tooth), BTM (2004 auf 2004 als Prawo wyboru) und Vader (2011 auf einigen Versionen von Welcome to the Morbid Reich).